# شمال شرقی ویتنام

موقعیت منطقه شمال شرقی در کشور ویتنام

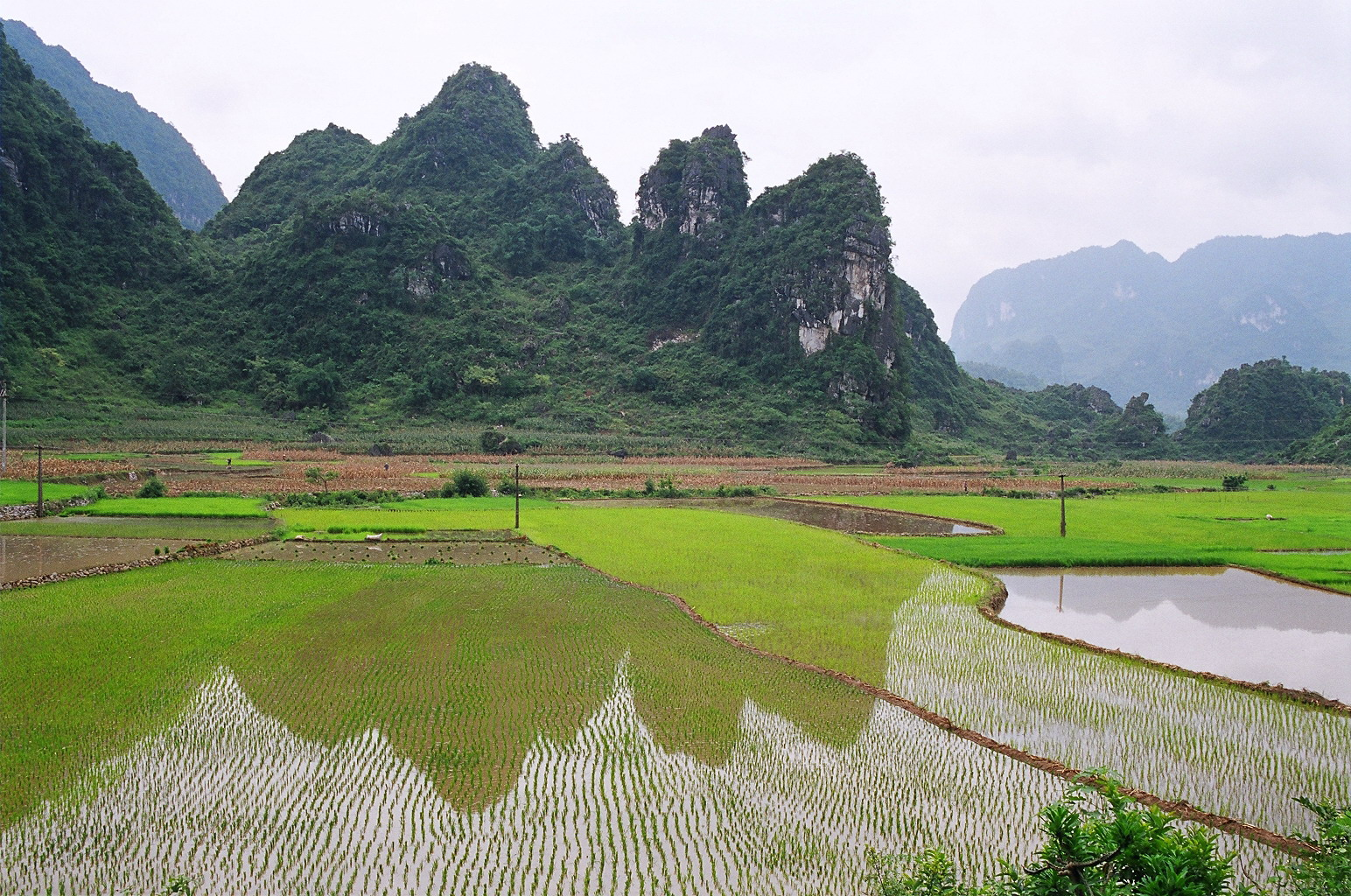
استان کائو بانگ

شمال شرقی ویتنام (انگلیسی: Northeast) یکی از مناطق کشور ویتنام است.
این منطقه که شامل ۹ استان می‌شود مساحت آن در حدود ۵۰٬۷۰۰ کیلومتر مربع و جمعیت آن در سال ۲۰۰۹ میلادی ۸٬۱۲۳٬۰۰۰ نفر بوده است.

## استان‌ها
| استان            | مرکز       | جمعیت (سرشماری ۱ آوریل ۲۰۰۹) | مساحت (km²) |
| ---------------- | ---------- | ---------------------------- | ----------- |
| استان باک گیانگ  | باک گیانگ  | ۱٬۵۹۴٬۳۰۰                    | ۳٬۸۲۷٫۴ km² |
| استان باک کان    | باک کان    | ۳۰۱٬۵۰۰                      | ۴٬۸۶۸٫۴ km² |
| استان کائو بانگ  | کائو بانگ  | ۵۱۸٬۹۰۰                      | 6,724.6 km² |
| استان ها گیانگ   | ها گیانگ   | ۶۸۳٬۵۰۰                      | ۷٬۹۴۵٫۸ km² |
| استان لانگ سون   | لانگ سون   | ۷۴۶٬۴۰۰                      | ۸،331.2 km² |
| استان فو تو      | ویت تری    | ۱٬۳۳۶٬۶۰۰                    | ۳٬۵۲۸٫۴ km² |
| استان کوانگ نین  | ها لونگ    | ۱٬۰۹۱٬۳۰۰                    | ۶٬۰۹۹٫۰ km² |
| استان تای گوین   | تای نگوین  | ۱٬۱۲۷٬۲۰۰                    | ۳٫۵۴۶٫۶ km² |
| استان توین کوانگ | توین کوانگ | ۷۲۳٬۳۰۰                      | ۵٬۸۷۰٫۴ km² |